# Leon Kratzer
Pour les articles homonymes, voir Leon et Kratzer.
Leon Kratzer, né le 4 février 1997 à Bayreuth, au nord de la Bavière, est un joueur allemand de basket-ball évoluant au poste de pivot, pour le Bayern Munich.

## Biographie

### Jeunesse
Il commence le basket-ball en 2009 à l'âge de 12 ans au BBC Bayreuth.
Entre 2012 et 2015, Kratzer joue pour l'équipe des moins de 18 ans du Brose Baskets.

### Carrière professionnelle

#### Baunach Young Pikes/Brose Baskets Bamberg (2014-2018)
Le 9 août 2014, il signe son premier contrat professionnel avec l'équipe allemande des Baunach Young Pikes (en).
Membre de l'équipe de développement de Bamberg, les Baunach Young Pikes, Kratzer fait ses débuts en ProB, la troisième division allemande au cours de la saison 2013-2014, aidant l'équipe à monter en ProA cette année-là.
Kratzer fait ses premières apparitions dans l'élite allemande de basket-ball en Bundesliga avec Bamberg lors de la campagne 2016-2017, tout en étant toujours un joueur de l'équipe réserve.

##### s.Oliver Wurzburg (2017-2018)
Cherchant à franchir une nouvelle étape dans sa carrière et à gagner plus de temps de jeu en Bundesliga, il signe un prêt pour s.Oliver Wurzburg en juin 2017.

#### Francfort Skyliners (2018-2020)
Le 20 novembre 2018, Kratzer signe avec l'équipe allemande des Francfort Skyliners.
Le 20 juin 2019, automatiquement éligible à la draft 2019 de la NBA, il n'est pas sélectionné.

#### Telekom Baskets Bonn (2020-2023)
Le 31 juillet 2020, il signe avec l'équipe allemande du Telekom Baskets Bonn.
Kratzer remporte la ligue des champions 2022-2023 avec Bonn.

#### Paris Basketball (2023-2025)
Le 9 juillet 2023, il s'engage un contrat avec l'équipe française du Paris Basketball.

#### Bayern Munich (depuis 2025)
En juillet 2025, Kratzer rejoint le Bayern Munich.

## Palmarès

### En club
- Champion de France en 2025
- Vainqueur de la Coupe de France 2025
- Vainqueur de l'Eurocoupe 2024
- Vainqueur de la Leaders cup 2024
- Vainqueur de la ligue des champions en 2023
- Vainqueur de la coupe d'Allemagne en 2017
- MVP de la ProA en 2017 (Allemagne)
- Meilleur rebondeur de la ProA en 2017 (Allemagne)